# Coleman Young
Pour les articles homonymes, voir Young.
Coleman Alexander Young né le 24 mai 1918 à Tuscaloosa dans l'Alabama et mort le 29 novembre 1997 à Détroit dans le Michigan est un homme politique américain qui est le premier Afro-Américain à être élu maire de Détroit au Michigan de 1974 à 1994.

## Biographie

### Jeunesse et formation
Coleman Alexander Young est le fils de Coleman Young, un coiffeur, et de Ida Reese Jones, une enseignante d'école primaire institutrice. Sa famille, comme d'autres Afro-Américains, fuit la pauvreté du Sud et les harcèlements du Ku Klux Klan, en 1923, lors de la Grande migration afro-américaine pour s'installer à Detroit dans le quartier dit le Black Bottom. Son père gère une entreprise de nettoyage à sec et de réparation de couture et travaille également comme veilleur de nuit à la poste,,,,.
Après avoir achevé ses études primaires à la Miller Intermediate School, il fait ses études secondaires à la Eastern High School puis au De La Salle Institute. À ses 17 ans, il finit ses études secondaires, il est admissible à l'université de Chicago, mais ne peut s'y inscrire car il n'obtient pas de bourse,,,.

### Carrière

#### Militant ouvrier et des droits civiques
En 1936, Coleman Young entre au centre d'apprentissage de la Ford Motor Company, il y suit une formation d'électricien, puis il travaille sur les chaines de montage de l'usine Ford, le Ford River Rouge Complex (en),.
En 1937, il est licencié de l'usine pour avoir participé à une grève. Il travaille alors dans la poste où il poursuit son travail de syndicaliste et adhère au National Negro Congress.
En 1940, il est nommé secrétaire général de la section du Michigan de la National Negro Conference et travaille avec l'United Auto Workers pour créer des sections syndicales dans les usines Ford,.
En 1943, Coleman Young s'enrôle dans l'armée, il est versé dans la 92e division d'infanterie. Puis après une formation à l'Aviation Cadet Training Program (USAAF), il sert dans le 332e escadron de pilotes de chasse, unité de pilotes afro-américains connue sous le nom des Tuskegee Airmen, en tant que second lieutenant navigateur sur des bombardiers,,,
Une fois démobilisé, il retourne à Détroit pour travailler à la poste, mais il est licencié pour ses activités de syndicaliste pour la Public Workers Union un syndicat afro-américain. Il reprend ses activités pour l'United Auto Workers,.
En 1947, il est embauché par le Congrès des organisations industrielles pour diriger les sections syndicales du comté de Wayne au Michigan, à cause des positions jugées trop radicales, il perd son poste en 1948.

#### Entrée en politique
En 1948, lors de la campagne pour l'élection présidentielle américaine, il soutient la candidature d'Henry A. Wallace, ancien vice-président de Franklin Delano Roosevelt, contre Harry Truman.
En 1951, il est un des cofondateurs du National Negro Labor Council. Il en occupe le poste de secrétaire général jusqu'en 1955. Cette organisation est suspectée par les conservateurs d'être une officine du parti communiste, aussi est-il convoqué devant le House Un-American Activities Committee (qui lutte contre les menées soviétiques en territoire américain). Si aucune charge n'est retenue contre lui, les rumeurs sur son appartenance supposée au parti communiste le poursuivent durant sa carrière, rumeurs s'appuyant entre autres sur un dossier du FBI controversé.
Il devient, en 1950, un membre actif du Parti démocrate et devient l'un des leaders afro-américains de Détroit.
En 1962, sa popularité lui permet de se présenter aux élections de la Chambre des représentants du Michigan, qu'il perd de peu.
Élu en 1964 au Sénat du Michigan, il occupe son poste de 1965 à 1974.

#### Maire de Détroit
Après les émeutes de 1967 à Détroit, une partie de la population blanche déserte Détroit, la population afro-américaine devenant une forte majorité. Il est donc à prévoir que le prochain maire serait un Afro-Américain. C'est ainsi qu'en 1974, Coleman Young gagne les élections face à l'ancien superintendant de la police de Détroit John F. Nichols, grâce au vote massif de la population afro-américaine, pour devenir le premier maire afro-américain de Détroit. Il est réélu en 1977, 1981, 1985 et 1989. Il est le seul maire de Détroit à remplir cinq mandats de suite.
Lors de son premier mandat, il réforme la police notamment en mettant fin au programme STRESS (Stop the Robberies, Enjoy Safe Streets / « Arrêtons le voleur pour profiter librement des rues ») car une équipe de policiers infiltrés a conduit à la mort de 17 Afro-Américains dans des circonstances obscures. Il ouvre les postes de policiers à la population afro-américaine et en même temps se montre intransigeant vis-à-vis de la délinquance, qu'elle soit de personnes noires ou blanches. À la fin de ses mandats, les Afro-Américains représentent 50 % des effectifs de la police.
Sachant que Détroit ne peut pas dépendre uniquement de l'industrie automobile, pour diversifier les activités économiques et développer l'emploi, il crée, en 1977, le Renaissance Center qui attire plus de 50 investisseurs.
En 1982, il fonde la Coleman A. Young Foundation (CAYF) dont la mission est de soutenir les jeunes de Détroit , par des soutiens scolaires et des bourses.
Le bilan des mandats de Coleman Young est contrasté. Il a développé le système scolaire et universitaire de Détroit, et valorisé sa ville  par des musées. En revanche, il a échoué deux missions : il n'a pas réussi à faire diminuer la délinquance malgré un départ prometteur, et l'emploi ne s'est pas développé à la hauteur de ses promesses d'investissements et de ses diverses campagnes auprès des industriels. Il laisse donc une ville endettée et appauvrie.
Les archives de Coleman Young sont déposées à la Bibliothèque Reuther de l'université de Wayne State et à la Detroit Historical Society du Detroit Historical Museum (en).

### Vie privée
Coleman Young s'est marié deux fois :
- Marion McClellan, mariage en 1947, divorce en 1954, ils ont un fils Coleman Young III
- Nadine Baxter, mariage en 1955, divorce en 1960.

Il était franc-maçon membre de la Grande Loge Prince Hall de Chicago (Prince Hall Freemasonry), loge afro-américaine régulière dépendant de la Grande Loge d'Angleterre.
Le 29 novembre 1997, Coleman Young décède des suites d'une défaillance respiratoire ayant entraîné un arrêt cardiaque au Sinai-Grace Hospital (en) de Détroit.
Des représentants des autorités fédérales, de l'État du Michigan et de la mairie de Détroit ont rendu hommage à Coleman Young, lors de la cérémonie funéraire.
Il repose au Elmwood Cemetery de Détroit.

## Prix et distinctions
- 1945 : récipiendaire de la World War II Victory Medal et de l'American Campaign Medal[11]
- 1981 : récipiendaire de la médaille Spingarn, décernée par la NAACP[25].

## Pour approfondir

#### Biographies et essais
- (en-US) Wilbur C. Rich, Coleman Young And Detroit Politics : From Social Activist to Power Broker, Detroit, Michigan, Wayne State University Press, coll. « African American life » (réimpr. 1999) (1re éd. 1998), 304 p. (ISBN 9780814320945, OCLC 18715125, lire en ligne),

#### Articles
- (en-US) Carlito H. Young, « CONSTANT STRUGGLE: Coleman Young's Perspective on American Society and Detroit Politics », The Black Scholar, vol. 27, no 2,‎ été 1997, p. 31-41 (11 pages) (lire en ligne ),
- (en-US) Martin Halpern, « "I'm Fighting for Freedom": Coleman Young, HUAC, and the Detroit African American Community », Journal of American Ethnic History, vol. 17, no 1,‎ 1997, p. 19-38 (20 pages) (lire en ligne ),